# (5592) Oshima
(5592) Oshima est un astéroïde de la ceinture principale découvert le 14 novembre 1990 par les astronomes japonais Kenzo Suzuki et Takeshi Urata.

## Historique
Le lieu de découverte, par les astronomes japonais Kenzo Suzuki et Takeshi Urata, est Toyota.
Sa désignation provisoire, lors de sa découverte le 14 novembre 1990, était 1990 VB4 et il est nommé en l'honneur de l'astronome japonais Yoshiaki Ōshima.